# ديسا (شركة إيرانية)
الشركة الإيرانية لتصنيع الديزل الثقيل (بالفارسية: شركت صنعتی وتولیدی ديزل سنگين ايران) (مختصر دسا ديسا) هي شركة إيرانية تصنع محركات الديزل الثقيلة من 200 إلى 3,500 كيلووات لأغراض السكك الحديدية والبحرية وأغراض توليد الطاقة.

## إنتاج
مولدات كهرباء
تنتج الشركة مولدات ديزل لتوريد الكهرباء بشكل دائم وطارئ. تم توريد 104 وحدات إلى شركة الاتصالات الإيرانية الحكومية.
سكة حديدية
الشركة مورد لكل من سكك حديد الجمهورية الإسلامية الإيرانية وشركة رجا للقطارات .
قامت ديسا بتصنيع محرك الديزل روستون RK 215 لمحرك الديزل الرئيسي AD43C ، حيث تم تصنيع 70 وحدة بواسطة واجون بارس .
تقوم الشركة أيضًا بتجميع محركات الديزل من نوع 16V 4000 MTU  لعقد 150 قاطرة إيران رونر لقطارات الركاب ليتم تصنيعها بواسطة شركة سيمنز وشركة MLC (شركة مابانا لهندسة وتصنيع السيارات). وسيتم توفير الوحدات الثلاثين الأولى من قبل شركة سيمنز، وسيتم تصنيع الوحدات المتبقية البالغ عددها 120 وحدة في المقام الأول من القدرات والخبرة المحلية على مدى ست سنوات.
كما قامت الشركة بتوريد 120 محركًا للقطارات، و60 محركًا لحافلات السكك الحديدية .
آخر
كما توفر الشركة محركات للاستخدام البحري ومحركات وقود مزدوجة لمحطات توليد الطاقة.

## روابط خارجية
- "شرکت دیزل سنگین ایران"، www.desa.ir (بالفارسية والإنجليزية والروسية)، مؤرشف من الأصل في 2022-12-08، اطلع عليه بتاريخ 2022-07-10, DESA official website
  - "(Desa catalogue)" (PDF)، www.desa.ir (بالفارسية)، مؤرشف من الأصل (PDF) في 2016-03-03, product catalogue